# Härtsöga
Härtsöga är en by i Grava socken i Karlstads kommun i Värmlands län.